# Сарнівська волость (Липовецький повіт)
Сарнівська волость — історична адміністративно-територіальна одиниця Липовецького повіту Київської губернії з центром у містечку Сарни.
Станом на 1886 рік складалася з 10 поселень, 10 сільських громад. Населення — 7576 осіб (3852 чоловічої статі та 3724 — жіночої), 757 дворових господарства.
|                     | Площа, десятин | У тому числі орної, дес. |
| ------------------- | -------------- | ------------------------ |
| Сільських громад    | 4389           | 4001                     |
| Приватної власності | 6854           | 4873                     |
| Іншої власності     | 274            | 206                      |
| Загалом             | 11517          | 9080                     |

Поселення волості:
- Сарни (Охрімове) — колишнє власницьке містечко за 85 версти від повітового міста, 1117 осіб, 134 двори, православна церква, єврейський молитовний будинок, школа, 2 постоялих двори, 5 постоялих будинків, 5 лавок, ярмарки через 2 тижні, паровий і 3 вітряних млини, винокурний завод.
- Бачкурине — колишнє власницьке село при річці Конелка, 878 осіб, 115 дворів, православна церква, школа, 2 водяних млини.
- Леськове — колишнє власницьке село, 523 особи, 51 двір, православна церква, школа, постоялий будинок, кузня та водяний млин.
- Панський Міст — колишнє власницьке село при річці Конелка, 410 осіб, 61 двір, православна церква, постоялий будинок і водяний млин.
- Попудня — колишнє власницьке село, 1210 осіб, 140 дворів, православна церква, школа, постоялий будинок, кузня та вітряний млин.
- Углуватка — колишнє власницьке село при річці Конелка, 526 осіб, 90 дворів, православна церква, постоялий будинок і водяний млин.
- Хейлове — колишнє власницьке село, 557 осіб, 66 дворів.